# 阿莫迪奥·阿里亚斯·马德里
阿莫迪奥·阿里亚斯·马德里（西班牙語：Harmodio Arias Madrid；1886年7月3日—1962年12月23日），巴拿马政治家、外交官、律师。阿里亚斯·马德里出生于佩诺诺梅，早年赴英国留学，返國後参與巴拿马法律的修订，1931年推翻弗洛伦西奥·阿莫迪奥·阿罗塞梅纳，並於翌年当选为总统，直到1936年卸任。

## 早年生涯
阿莫迪奥·阿里亚斯·马德里於1886年生于哥伦比亚合众国的佩诺诺梅的一户贫穷的麥士蒂索人家庭，父母分别是安东尼奥·阿里亚斯（Antonio Arias）及卡门·马德里·德阿里亚斯（Carmen Madrid de Arias），他的兄弟姐妹包括何塞菲塔·阿里亚斯（Josefita Arias）及阿努尔福·阿里亚斯·马德里。阿莫迪奥·阿里亚斯·马德里在家乡佩诺诺梅完成了小学学业、之后来到巴拿马城就读中学。巴拿马独立後，他获得了贝利萨里奥·波拉斯政府的奖学金，前往英国留学，先后在剑桥大学、倫敦政治經濟學院:261、伦敦大学完成了学业，並最终取得了伦敦大学的法学博士学位:5。回到巴拿马後，他與瑪麗亞·德爾·羅薩里歐·瓜迪亞·比耶托（María del Rosario Guardia Vieto）結婚，婚后二人育有五個孩子，分别是阿莫迪奧、罗伯托·埃米利奥、羅薩里歐·德爾·卡門、希爾伯托和安東尼奧·曼努埃爾。
從政後，他先後擔任外交部副部長、國民議會議員、巴拿馬法典編纂委員會準委員，参与了法典起草工作:284，以及巴拿馬駐阿根廷特使兼全權公使，他也是布宜諾斯艾利斯、加拉加斯歷史學院以及巴拿馬國際法學會、高爾夫俱樂部和巴拿馬聯盟俱樂部等团体的成員。与此同时，他也出版著作批判美国的门罗主义，亦反对国内寡头及美国的代理人在巴拿马执政:261。1931年1月3日，因为不满弗洛伦西奥·阿莫迪奥·阿罗塞梅纳的统治，他與弟弟阿努尔福·阿里亚斯·马德里推翻了阿罗塞梅纳政权，並以行政和司法部长的身份出任代理总统，直到同月16日将政权移交给里卡多·华金·阿尔法罗。阿尔法罗就任总统后，阿莫迪奥便转任该国驻美大使直到1932年。

## 就任总统
阿莫迪奥·阿里亚斯·马德里於1932年6月当选为巴拿马总统，任期4年:531，有别于所有前任的总统，他並不是巴拿马城“富人俱乐部”的成员，在经济上，他反对将发展重心过度集中於运河区，开始對偏远的农村地区实施扶贫專案。1935年，在其倡导下，巴拿马第一所大学巴拿马大学建立，该校也成为了巴拿马民族主义思想的摇篮，在一定程度上代表了该国中产阶级的利益:261。
阿莫迪奥也試圖令该国經濟免受運河及其他地區因大萧条导致需求下降、大幅裁員的影響:5。1933年，小罗斯福出任美国总统後，阿里亚斯赴美與其谈判，小罗斯福也承诺會帮助巴拿马缓解失业问题，遣返在运河工作的外籍移工，美国亦考虑以仲裁手段解决两国间经济纠纷，並在巴拿马运河问题上向巴国做了有限的让步:261。翌年，小罗斯福回访了巴拿马，为解决运河岁收分配等问题创造了有利的条件。在经过谈判後，巴、美两国於1936年3月签署了《赫尔-阿尔法罗条约》（Hull-Alfaro Treaty），条约在法律上承认了巴拿马的完全独立，它還將运河年金提高到43萬美元，以補償美元因1932年貶值對巴國造成的損失，美國停止在运河区以外徵用土地，而美方也允許巴拿馬在運河碼頭設立海關，並承諾平等對待巴拿馬工人。此条约也限缩了美国在巴拿马运河的特权，體現了巴拿馬民族主義的影響。但美国参议院直到阿莫迪奥卸任后的1939年才批准了该法案:6-7。

## 后总统时代
1936年10月，阿莫迪奥·阿里亚斯·马德里将总统职位移交给在当年总统大选中胜选的胡安·德莫斯特内斯·阿罗塞梅纳，随后便专注于法律和新聞工作，1962年，阿莫迪奥在從美国返回巴拿马的航班上逝世。
阿莫迪奥的弟弟阿努尔福·阿里亚斯·马德里则於1940年至1941年、1949年至1951年，1968年三度出任总统:284-285。他的次子罗伯托·阿里亚斯曾担任巴拿马驻英大使，罗伯托·阿里亚斯也是芭蕾舞者玛歌·芳婷的丈夫。